# Paz neutra
La paz neutra es un concepto «de análisis que se construye neutralizando la violencia (cultural y simbólica) del aprendizaje de unos valores establecidos intersubjetivamente, de un diálogo constructivo y deconstructivo a la vez, para llegar a la construcción de una Cultura de paz». Es una propuesta de nuevo paradigma pacífico que constituye una alternativa metodológica y conceptual para la transformación de los conflictos, el cual pretende que por vías pacíficas se eliminen o disminuyen las diversas prácticas de violencia cultural (o simbólica).
El concepto surge en el campo de estudios multidisciplinario de la Irenología y fue originalmente desarrollado como una alternativa a la violencia cultural por Francisco Jiménez Bautista (miembro fundador del Instituto de la Paz y los Conflictos de la Universidad de Granada, España).

## Historia
En el desarrollo de la Irenología, principalmente a través de los trabajos de Johan Galtung se ha constituido un esquema de conceptos sobre las violencias y las paces respectivas. De esta manera se puede decir que, si es posible hablar de tipos violencia, entonces también podemos hablar de tipos de paces.
En una primera etapa, se trabajó la idea de violencia directa, la cual puede ser superada con el trabajo para la paz negativa, también por la paz social y finalmente (en una tercera fase) por la paz multicultural.
En la segunda etapa, surge la idea de violencia estructural, a ser combatida mediante la paz positiva, paz Gaia (segunda fase) y paz intercultural (tercera fase).
Por último, la violencia cultural o simbólica es conceptualizada desde los años de 1990 en trabajos de Galtung y otros pensadores, y será contrapuesta con la cultura de paz, la paz neutra, la paz interna y la paz transcultural. 
La paz neutra sería entonces parte de la tercera etapa en la historia de las propuestas de actuación pacífica ante la violencia, en un nivel simiilar al de los conceptos de paz negativa y de paz positiva, propuestos por Johan Galtung. Este concepto nos enseña que: solamente si recurrimos a la paz, entonces podrá ser superada la violencia.

## Contenido conceptual
Se postula que la paz es un proceso gradual definido por elementos como la educación y el lenguaje, pues «Si la violencia simbólica se ejerce a partir de unos mecanismos de poder que constituyen al sujeto, debemos pensar en el lenguaje como uno de estos mecanismos».
La paz neutra se vincula al campo de la paz y de los conflictos, como un paradigma que se fundamenta en el diálogo entre seres humanos, en la transformación de los conflictos, la investigación, la educación y la noviolencia (teniendo en consideración la relación medios-fines); siendo catalogada también como «la legitimación cultural de la paz frente a la violencia». Por lo mismo, las estrategias de actuación «neutra» parten de dos campos, de la "empatía con el otro" y de la "atención al lenguaje".
El desarrollo de la paz neutra es posible mediante el diálogo con las personas, mismo que deberá caracterizarse por ser «constructivo, sincero, empático y responsable», a fin de lograr una mejor comprensión de los demás, como uno de los medios para intentar neutralizar cualquier expresión de violencia o acto capaz de desatarla.

### Neutralidad y neutralización
El paradigma habla de neutralizar y no de neutralidad, pues «ni la neutralidad ni la objetividad existen».
Para Francisco Jiménez la paz neutra no debe ser confundida con la simple neutralidad, pues «pretende neutralizar en nuestros espacios de convivencia todo signo de violencia cultural y/o simbólica [lo] que no significa ser neutral con tales violencias, sino todo lo contrario: supone tomar partido, ser parcial, tener un interés muy concreto por trabajar frontal y radicalmente en contra de ellas», por lo que la misma precisa de la «implicación activa de las personas en la tarea de reducir la violencia cultural (simbólica)»; esto en el camino de búsqueda de la paz entendida como «empatía, noviolencia y creatividad» tal como propuso el investigador Johan Galtung.
La finalidad de la propuesta es «neutralizar los elementos violentos que habitan en los patrones culturales que posee cada sociedad para organizar sus relaciones entre los individuos, la familia, los grupos y la sociedad en su conjunto". La paz neutra, por lo tanto, tendría la potencialidad de servir tanto para conflictos micro como meso y macro; es decir, podría usarse en distintos niveles de actuación, desde la convivencia cotidiana hasta incluso los problemas civilizatorios.

### Ante la violencia simbólica o cultural
La idea de paz neutra pretende hacer frente a la violencia cultural, y sería análoga -a la vez que diferente- a la propuesta de cultural de paz de Johan Galtung, pues la primera también implica el reconocimiento a los «otros» seres humanos, a la alteridad y a las diferencias entre miembros de la misma especie. Además, cultura de paz es un término que expresa principalmente una meta o situación deseada, mientras la paz neutra es un método noviolento y un concepto de análisis.

### Educación para la paz neutra
Este concepto constituye el desarrollo natural de la paz neutra, en el ámbito pedagógico, desde la cual el autor afirma que se «busca educar desde la crítica que activa el «yo» en comportamientos empáticos, tolerantes, diversos y solidarios. Es decir, el diálogo  como  herramienta  pacífica  y  la educación  como  medio  para  la  acción». La educación para la paz neutra (EpPn), es propuesta como una quinta ola de la educación (posterior a las cuatro generaciones de paz ), en relación con los Objetivos de Desarrollo Sostenible, y como una vía para llegar a la cultura de paz, acompañada del diálogo y de la investigación. 